# Khu bảo tồn thiên nhiên Bokeo
Khu bảo tồn thiên nhiên Bokeo nằm ở tỉnh Bokeo, Lào. Chính phủ cho thành lập khu bảo tồn này nhằm bảo vệ quần thể vượn đen tuyền từng được phát hiện vào năm 1997, loài vốn được cho là đã tuyệt chủng. Khu vực được bảo vệ này có diện tích 475 dặm vuông (1.230 km2), có đặc điểm là rừng hỗn hợp rụng lá và địa hình đồi núi (độ cao dao động từ 500-1500m).
Voi châu Á và trâu rừng di cư qua khu bảo tồn này; gấu và hổ cũng có mặt.
Gibbon Experience  là một dự án bảo tồn ra đời sau khi loài vượn đen tuyền bản địa được phát hiện. Trải nghiệm này được cung cấp trong Khu bảo tồn thiên nhiên Bokeo. Chương trình bảo tồn có hai hợp phần, một là chòi ngắm vượn, được gọi là chòi tán (có bốn chòi rất lớn, đầy đủ tiện nghi) trong khu bảo tồn rừng rộng lớn dùng để ngắm vượn đen tuyền và hợp phần thứ hai là để trải nghiệm vẻ đẹp của những khu rừng mưa ở tầng tán. Một trải nghiệm khác là Trải nghiệm Thác Vượn kéo dài 3 giờ đi bộ đến địa điểm, nằm sâu trong khu bảo tồn dọc theo sông Nậm Nga.